# Void 타입
void 타입은 C에서 파생된 여러 언어에서 정상적으로 반환하지만 호출자에게 결과 값을 제공하지 않는 함수의 결과를 위한 타입이다. 보통 이러한 함수들은 몇몇 작업을 수행하거나 자신의 결과 파라미터를 쓰는것 같은 그것의 부작용을 위해 호출된다. 이러한 문맥에서 void 타입의 사용은 비주얼 베이직의 서브루틴과 파스칼의 함수를 정의하는 통사적 구조체의 그것과 차별화된다. 또한 함수형 프로그래밍과 타입 이론에서 사용되는 유닛 타입과 비슷하지만 void 타입은 값이 없는 빈 타입이라는 점에서 허용되는 사용법에 몇몇 차이점이 있다.
C와 C++ 또한 void type에 대한 포인터 ( void *로 명시된)를 제공하지만, 이것은 개념과는 관련없다. 이 타입의 변수들은 명시되지 않은 타입의 데이터에 대한 포인터 (프로그래밍)여서, 이 문맥의 경우 void는 일반적인 또는 탑 타입처럼 행동한다. 프로그램은 아마 어느 데이터의 타입에 대한 포인터라도(함수 포인터 제외) void에 대한 포인터로 변환할 수 있으며, 정보를 잃는것 없이 원래의 타입으로 돌아갈 수 있는데, 이러한 포인터들은 다형성 함수들에 유용하다. C 언어 표준은 다른 포인터 타입들이 같은 크기를 갖는다고 보장하지 않는다.

## C와 C++에서
void 결과 타입을 갖는 함수는 함수의 끝에 도달하거나 반환 값 없이 반환문을 실행함으로써 끝난다. void 타입은 또한 함수 프로토타입의 유일한 매개변수로서 함수가 매개변수를 갖지 않는다는 것을 나타내는 것으로 보여진다.
void의 명시적인 사용과 함수 프로토타입에서 매개변수를 적지 않는 것의 차이점은 C와 C++에서 다른 의미를 갖는다.
| C                                                      | C++ equivalent                   |
| ------------------------------------------------------ | -------------------------------- |
| void f(void);                                          | void f(); (선호됨) void f(void); |
| void f(); (인자를 받지만 매개변수의 수는 알지 못한다.) | no equivalent                    |

C 프로토타입에서 void f() 같은 매개변수 없는 쓰임이 사용되었지만,  C99 이후로 반대되었다.